# Josep August d'Àustria
Josep August d'Àustria, arxiduc d'Àustria (Alcsút (Hongria) 1872 - Rain bei Straubing 1962). Arxiduc d'Àustria, príncep d'Hongria i de Bohèmia amb el doble tractament d'altesa reial i imperial. Fou el cap de la branca palatina de la família dels Habsburg.
Nascut a Alcsút (Hongria) el dia 9 d'agost de 1872 essent fill de l'arxiduc Josep d'Àustria i de la princesa Clotilde de Saxònia-Coburg Gotha. Josep August era net per via paterna de l'arxiduc Josep Antoni d'Àustria, palatí d'Hongria, i de la duquessa Maria Dorotea de Württemberg; mentre que per via materna ho era del príncep August de Saxònia-Coburg Gotha i de la princesa Clementina d'Orleans.
El dia 15 de novembre de 1893 contragué matrimoni a Múnic amb la princesa Augusta de Baviera, filla del príncep Leopold de Baviera i de l'arxiduquessa Gisela d'Àustria. Augusta era neta de l'emperador Francesc Josep I d'Àustria. La parella s'instal·là a Hongria i tingueren els següents fills:
- SAIR l'arxiduc Josep Francesc d'Àustria, nat a Brno el 1895 i mort a Carcavelos (Portugal) el 1957. Contragué matrimoni el 1924 al Castell de Sibyllenort amb la princesa Anna de Saxònia.

- SAIR l'arxiduquessa Gisela d'Àustria, nada a Kis-Tapolcsány el 1897 i morta a Budapest el 1901.

- SAIR l'arxiduquessa Sofia d'Àustria, nada a Volosca el 1899 i morta a Innsbruck el 1978.

- SAIR l'arxiduc Ladislau d'Àustria, nat a Volosca el 1901 i mort a Budapest el 1946.

- SAIR l'arxiduc Mateu d'Àustria, nat a Budapest el 1904 i mort a Kis-Tapolcsány el 1905.

- SAIR l'arxiduquessa Magdalena d'Àustria, nada a Kis-Tapolcsány el 1909 i morta a Múnic el 2000.

Josep August inicià la seva carrera militar l'any 1890 en ser nomenat lloctinent del primer regiment d'infanteria. Aviat fou promocionat i traslladat al regiment 73. Posteriorment, l'any 1894 fou transferit al sisè regiment dels fragons i posteriorment nomenat membre de l'estat major de l'exèrcit austríac.
Josep August ja havia assolit la categoria de general abans de la Primera Guerra Mundial i havia estat àmpliocament condecorat. Entre les medalles que posseïa l'arxiduc cal destacar: La Medalla de Bronze del Mèrit Militar (Àustria), la Gran Creu de l'Orde de Sant Josep (Àustria), la Creu de la Marina del Deutscher Ritterorden (Alemanya), la Creu de l'Àguila Negra (Prússia), la Creu de primera classe de l'Àguila Vermella (Prússia), la Gran Creu de l'Orde Victòria (Regne Unit), la Gran Creu de l'Orde de Carles III (Espanya) i la Gran Creu de l'Orde de Ciril (Bulgària).
L'any 1914 l'arxiduc lluità al capdavant de l'exèrcit austríac al front de Galitzia prenent el comandament del vuitè cos i dirigint un seguit d'accions als Carpats. Posteriorment fou traslladat al front d'Itàlia dirigint importants accions bèl·liques. Durant l'any 1916 el prestigi militar de l'arxiduc s'amplià enormement gràcies als seus èxits militars i a l'afecte que els hongaresos tenien d'aquest arxiduc austríac.
Posteriomrent, el mes de novembre de 1916 l'arxiduc s'encarregà de nou del front oriental dirigint importants accions bèl·liques als fronts de Rússia i de Romania. El dia 24 d'octubre de 1918, l'emperador Carles I d'Àustria el nomenà mariscal de l'exèrcit en una temptativa de calmar les reivindicacions nacionals dels hongaresos.
Tres dies després, el 27 d'octubre de 1918, l'emperador el nomenà "Homo Regius" d'Hongria. Ara bé, Josep August conscient la fràgil situació de l'Imperi Austrohongarès col·laborà en les negociacions que portaren a la construcció d'un indepedent estat a Hongria. Així, l'arxiduc recolzà la constitució d'un govern nacional encapçalat pel comte János Hadik. Malgrat tot, l'esclat d'una revolució comunista als carrer de Budapest el 31 d'octubre de 1918 van ensorrar els seus plans.
La revolució hongaresa dirigida per Béla Kun fracassà el mes de juliol de 1919 i s'establí a Hongria una règim liberal pendent de ser definit. Des de l'1 d'agost de 1919 fins al 31 d'octubre del mateix 1919, l'arxiduc fou proclamat cap d'estat d'Hongria. Ara bé, les diferències polítiques entre l'arxiduc, partidari del retorn al règim monàrquic, i d'important sectors del Parlament que preferien la instauració definitiva de la república, feren que l'arxiduc abandonés el poder tres mesos després d'haver-hi arribat.
El 1927 fou nomenat membre honorari de l'Acadèmia hongaresa de les ciències de la qual fou president des de 1936 fins a 1944. L'any 1944 abandonà Hongria en direcció els Estats Units però posteriorment retornà a Alemanya on s'instal·là i hi morí el 1962.